# Lene Funder
Lene Funder (14. december 1955 i København – 10. august 1994) var en dansk skuespiller og operasanger.
Funder blev i 1980 uddannet operasanger med diplomeksamen fra Mozarteum Konservatoriet i Salzburg, men orienterede sig hurtigt mere mod skuespilfaget. I 1978 spillede hun Anne Eagermann i Sommernattens Smil på Det Ny Teater og sang 1982-1983 i koret ved Wagner-festspillene i Bayreuth. Året efter spillede hun Eliza i My Fair Lady i Fyns Forum, og i 1987 var hun på turné som Mona Miller i Solstik. Samme år fungerede hun som afløser for Lily Broberg i Cirkusrevyen, og i 1988 var hun med i Stamherren på Lorry. Hendes sidste roller var i Les Misérables på Østre Gasværk samt i filmen Kajs fødselsdag fra 1990.